# Premio RSS al mejor futbolista del año
El Premio RSSSF al mejor futbolista del año era un premio individual otorgado por el grupo de noticias RSS de la Rec.Sport.Soccer Statistics Foundation al mejor futbolista del año. Se otorgó desde 1992 hasta 2005.

## Historia
Desde 1992, todavía en el grupo de noticias RSSSF, la Rec.Sport.Soccer Statistics Foundation comenzó a realizar una votación para elegir al mejor futbolista del año. El sistema de votación era similar al que la revista francesa France Football utilizaba para entregar su premio anual a mejor futbolista. Originalmente cada votante elegía 5 jugadores, de los cuales podían haber hasta dos de la misma nacionalidad. El que consideraba como el mejor recibía 5 puntos, 4 el siguiente, y así sucesivamente. Desde 2003 la restricción de nacionalidad fue eliminada, y además se decidió que los jugadores elegibles para esta votación fueran solo los que reunieran ciertas características. Para que un futbolista pudiera estar incluido en esa lista, debía tener por lo menos una característica de las que se especifican previo a cada votación, por ejemplo, haber estado nominado a algún otro premio, o haber formado parte del equipo ideal de alguna competición internacional, entre otros criterios. La votación se iniciaba en el mes de febrero del año siguiente al año en cuestión.

## Historial
| Año  | Ganador                       | Segundo                               | Tercero                              |
| ---- | ----------------------------- | ------------------------------------- | ------------------------------------ |
| 1992 | Marco van Basten (AC Milan)   | Hristo Stoitchkov (FC Barcelona)      | Peter Schmeichel (Manchester United) |
| 1993 | Roberto Baggio (Juventus FC)  | Romário (FC Barcelona)                | Dennis Bergkamp (Inter de Milán)     |
| 1994 | Romário (FC Barcelona)        | Hristo Stoitchkov (FC Barcelona)      | Paolo Maldini (AC Milan)             |
| 1995 | George Weah (AC Milan)        | Paolo Maldini (AC Milan)              | Patrick Kluivert (Ajax Ámsterdam)    |
| 1996 | Ronaldo (FC Barcelona)        | Alan Shearer (Newcastle United)       | Matthias Sammer (Borussia Dortmund)  |
| 1997 | Ronaldo (Inter de Milán)      | Zinedine Zidane (Juventus FC)         | Gabriel Batistuta (AC Fiorentina)    |
| 1998 | Zinedine Zidane (Juventus FC) | Gabriel Batistuta (AC Fiorentina)     | Lilian Thuram (Parma FC)             |
| 1999 | Rivaldo (FC Barcelona)        | David Beckham (Manchester United)     | Andriy Shevchenko (AC Milan)         |
| 2000 | Luís Figo (Real Madrid)       | Zinedine Zidane (Juventus FC)         | Rivaldo (FC Barcelona)               |
| 2001 | Michael Owen (Liverpool FC)   | Luís Figo (Real Madrid)               | Raúl González (Real Madrid)          |
| 2002 | Ronaldo (Real Madrid)         | Roberto Carlos (Real Madrid)          | Zinedine Zidane (Real Madrid)        |
| 2003 | Pavel Nedvěd (Juventus FC)    | Thierry Henry (Arsenal Football Club) | Zinedine Zidane (Real Madrid)        |
| 2004 | Ronaldinho (FC Barcelona)     | Andriy Shevchenko (AC Milan)          | Deco (FC Barcelona)                  |
| 2005 | Ronaldinho (FC Barcelona)     | Frank Lampard (Chelsea FC)            | Steven Gerrard (Liverpool FC)        |

## Total por futbolistas
| Jugador           | Primero | Segundo | Tercero | Total |
| ----------------- | ------- | ------- | ------- | ----- |
| Ronaldo           | 3       | -       | -       | 3     |
| Ronaldinho        | 2       | -       | -       | 2     |
| Zinedine Zidane   | 1       | 2       | 2       | 5     |
| Romário           | 1       | 1       | -       | 2     |
| Luís Figo         | 1       | 1       | -       | 2     |
| Rivaldo           | 1       | -       | 1       | 2     |
| Marco van Basten  | 1       | -       | -       | 1     |
| Roberto Baggio    | 1       | -       | -       | 1     |
| George Weah       | 1       | -       | -       | 1     |
| Michael Owen      | 1       | -       | -       | 1     |
| Pavel Nedvěd      | 1       | -       | -       | 1     |
| Hristo Stoitchkov | -       | 2       | -       | 2     |
| Paolo Maldini     | -       | 1       | 1       | 2     |
| Gabriel Batistuta | -       | 1       | 1       | 2     |
| Andriy Shevchenko | -       | 1       | 1       | 2     |
| Alan Shearer      | -       | 1       | -       | 1     |
| David Beckham     | -       | 1       | -       | 1     |
| Roberto Carlos    | -       | 1       | -       | 1     |
| Thierry Henry     | -       | 1       | -       | 1     |
| Frank Lampard     | -       | 1       | -       | 1     |
| Peter Schmeichel  | -       | -       | 1       | 1     |
| Dennis Bergkamp   | -       | -       | 1       | 1     |
| Patrick Kluivert  | -       | -       | 1       | 1     |
| Matthias Sammer   | -       | -       | 1       | 1     |
| Lilian Thuram     | -       | -       | 1       | 1     |
| Raúl González     | -       | -       | 1       | 1     |
| Deco              | -       | -       | 1       | 1     |
| Steven Gerrard    | -       | -       | 1       | 1     |

## Total por nacionalidad
| País            | Jugadores                                                                | Primero | Segundo | Tercero | Total |
| --------------- | ------------------------------------------------------------------------ | ------- | ------- | ------- | ----- |
| Brasil          | Ronaldo, Ronaldinho, Romário, Rivaldo, Roberto Carlos                    | 7       | 2       | 1       | 10    |
| Francia         | Zinedine Zidane, Thierry Henry, Lilian Thuram                            | 1       | 3       | 3       | 7     |
| Inglaterra      | Michael Owen, David Beckham, Frank Lampard, Alan Shearer, Steven Gerrard | 1       | 3       | 1       | 5     |
| Italia          | Roberto Baggio, Paolo Maldini                                            | 1       | 1       | 1       | 3     |
| Portugal        | Luís Figo, Deco                                                          | 1       | 1       | 1       | 3     |
| Países Bajos    | Marco van Basten, Dennis Bergkamp, Patrick Kluivert                      | 1       | -       | 2       | 3     |
| Liberia         | George Weah                                                              | 1       | -       | -       | 1     |
| República Checa | Pavel Nedvěd                                                             | 1       | -       | -       | 1     |
| Bulgaria        | Hristo Stoitchkov                                                        | -       | 2       | -       | 2     |
| Argentina       | Gabriel Batistuta                                                        | -       | 1       | 1       | 2     |
| Ucrania         | Andriy Shevchenko                                                        | -       | 1       | 1       | 2     |
| Alemania        | Matthias Sammer                                                          | -       | -       | 1       | 1     |
| Dinamarca       | Peter Schmeichel                                                         | -       | -       | 1       | 1     |
| España          | Raúl González                                                            | -       | -       | 1       | 1     |

## Total por clubes
| Club                  | Jugadores                                                                 | Primero | Segundo | Tercero | Total |
| --------------------- | ------------------------------------------------------------------------- | ------- | ------- | ------- | ----- |
| FC Barcelona          | Ronaldo, Ronaldinho, Romário, Rivaldo, Hristo Stoitchkov, Deco, Luís Figo | 5       | 2       | 2       | 9     |
| Juventus FC           | Zinedine Zidane, Roberto Baggio, Pavel Nedvěd                             | 3       | 2       | -       | 5     |
| Real Madrid           | Ronaldo, Zinedine Zidane, Roberto Carlos, Raúl González                   | 2       | 2       | 3       | 7     |
| AC Milan              | Marco van Basten, George Weah, Paolo Maldini, Andriy Shevchenko           | 2       | 2       | 2       | 6     |
| Inter de Milán        | Ronaldo, Dennis Bergkamp                                                  | 1       | -       | 1       | 2     |
| Liverpool FC          | Michael Owen, Steven Gerrard                                              | 1       | -       | 1       | 2     |
| AC Fiorentina         | Gabriel Batistuta                                                         | -       | 1       | 1       | 2     |
| Manchester United     | David Beckham, Peter Schmeichel                                           | -       | 1       | 1       | 2     |
| Arsenal Football Club | Thierry Henry                                                             | -       | 1       | -       | 1     |
| Chelsea FC            | Frank Lampard                                                             | -       | 1       | -       | 1     |
| Newcastle United      | Alan Shearer                                                              | -       | 1       | -       | 1     |
| Ajax Ámsterdam        | Patrick Kluivert                                                          | -       | -       | 1       | 1     |
| Borussia Dortmund     | Matthias Sammer                                                           | -       | -       | 1       | 1     |
| Parma FC              | Lilian Thuram                                                             | -       | -       | 1       | 1     |

## Total por ligas
| Liga         | Clubes                                                                               | Primero | Segundo | Tercero | Total |
| ------------ | ------------------------------------------------------------------------------------ | ------- | ------- | ------- | ----- |
| España       | FC Barcelona, Real Madrid                                                            | 7       | 5       | 5       | 17    |
| Italia       | Juventus FC, AC Milan, Inter de Milán, AC Fiorentina, Parma FC                       | 6       | 5       | 5       | 16    |
| Inglaterra   | Liverpool FC, Manchester United, Arsenal Football Club, Chelsea FC, Newcastle United | 1       | 4       | 2       | 7     |
| Brasil       | Flamengo                                                                             | 1       | -       | -       | 1     |
| Alemania     | Borussia Dortmund                                                                    | -       | -       | 1       | 1     |
| Países Bajos | Ajax Ámsterdam                                                                       | -       | -       | 1       | 1     |

## Enlace externo y referencia
- Rec.sport.soccer Player of the Year Award (en inglés)

- Datos: Q6084835